# Incidente ferroviario

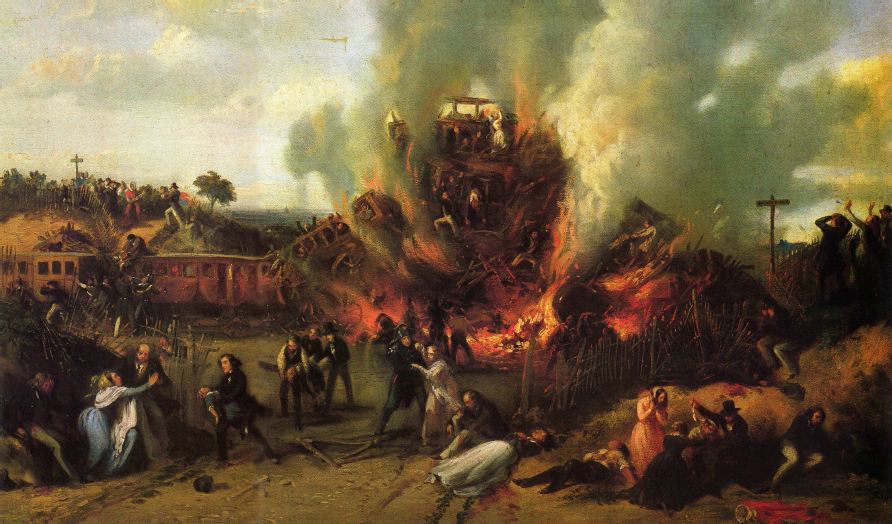
Incidente ferroviario di Versailles del 1842, in cui morirono 55 persone (tra cui l'esploratore francese Jules Dumont d'Urville).

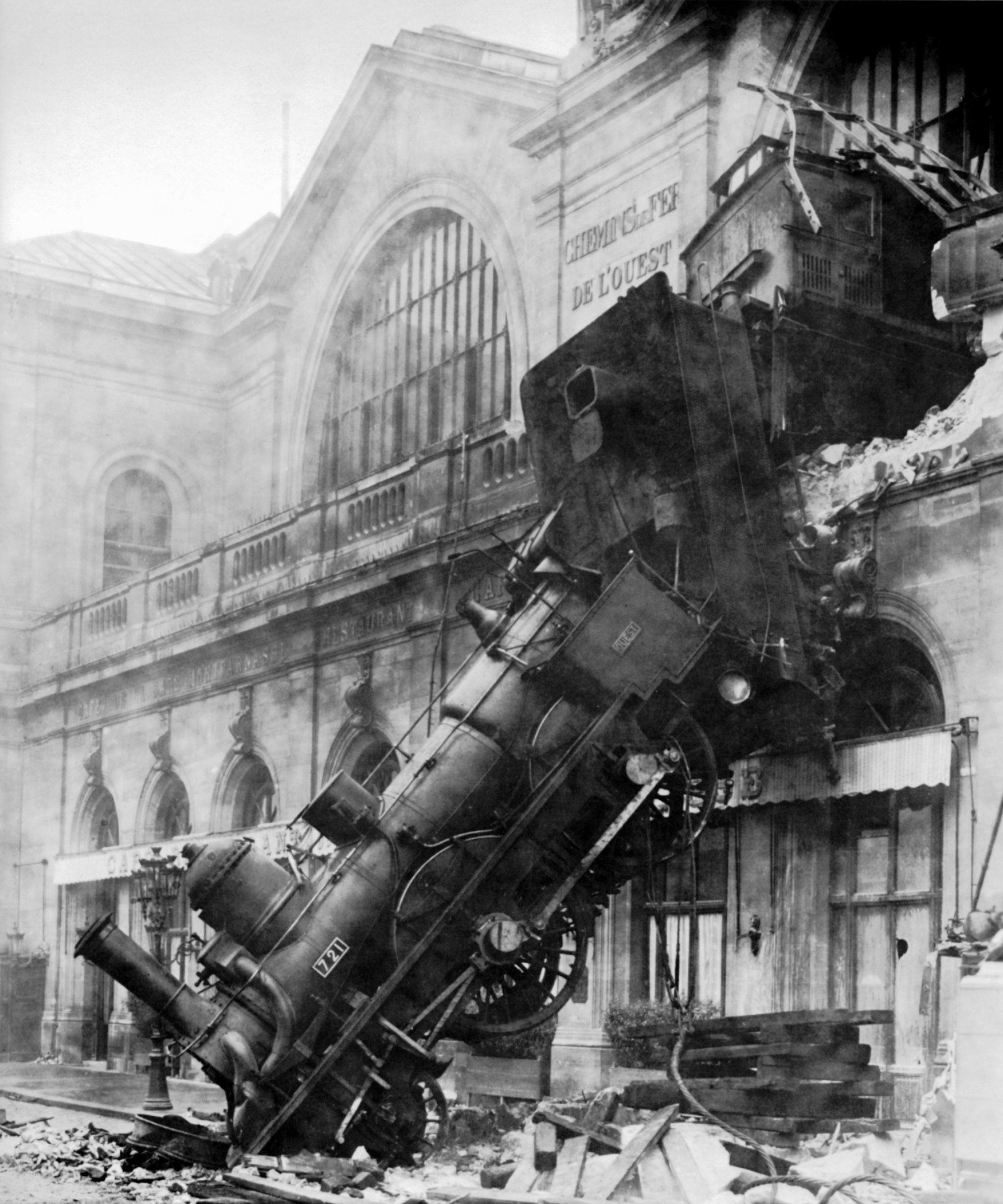
L'Incidente ferroviario della stazione di Parigi Montparnasse nel 1895

Un incidente ferroviario è un incidente, cioè un evento imprevisto e non voluto, che interrompe o altera la circolazione dei treni.
Le collisioni e i deragliamenti costituiscono eventi di elevato impatto mediatico e sono presenti nella cultura popolare, anche se gli incidenti ferroviari più diffusi sono quelli che coinvolgono persone estranee alla circolazione ferroviaria (come l'investimento di persone che attraversano indebitamente i binari o i passaggi a livello oppure commettono suicidio gettandosi volontariamente sotto al treno).
Il trasporto ferroviario, a causa della dimensione e della velocità delle masse in movimento e del numero di persone coinvolte, è un mezzo di trasporto ad alto potenziale di danno in caso di incidente: per tale motivo, al fine di scongiurare eventi catastrofici, i gestori e le autorità che controllano il traffico ferroviario hanno introdotto nel tempo molte misure di sicurezza, spesso imparando dagli stessi incidenti ferroviari, con l'adozione di misure volte a prevenire il loro ripetersi. Al giorno d'oggi il treno è statisticamente uno dei mezzi di trasporto più sicuri (molto di più rispetto al trasporto stradale con autoveicoli privati) e approssimativamente allo stesso livello di sicurezza dell'aereo.

## Cause
Può avvenire come conseguenza di una collisione del treno con un ostacolo (scontro), per deragliamento o svio (quando cioè una ruota del treno esce dal binario ferroviario) o per altri motivi (ad esempio l'incendio). Tali eventi possono avvenire per fattori di origine umana (esempio: errore, cattiva comunicazione, malore, ecc.), tecnica (esempio: guasto meccanico, incendio, esplosione della caldaia della locomotiva a vapore) o per fattori esterni (esempio: ostacolo, terremoto, frana, crollo di un ponte).

## Definizione
Secondo l'Union internationale des chemins de fer (UIC) l'incidente ferroviario è un evento improvviso, non voluto e non intenzionale (o una specifica catena di siffatti eventi) avente conseguenze dannose; nell'incidente ferroviario deve essere coinvolto almeno un veicolo ferroviario in movimento. Per definizione,  gli atti volontari quali i suicidi (anche quelli tentati), gli atti terroristici, i sabotaggi e altri eventi simili sono esclusi dalla nozione di incidente ferroviario in quanto eventi in cui vi è una volontà da parte di qualcuno.

## Tipologie
Secondo il legislatore italiano gli incidenti si dividono in:
- collisioni
- deragliamenti
- incidenti ai passaggi a livello
- incidenti a persone in cui è coinvolto materiale rotabile in movimento
- incendi
- altro

Secondo l'Organizzazione intergovernativa per i trasporti internazionali per ferrovia (OTIF), l'incidente ferroviario viene definito "grave" quando coinvolge almeno un veicolo ferroviario in movimento e provoca la morte (immediata o entro 30 giorni dall'evento) di una persona o il ferimento grave (ricovero in ospedale per almeno 24 ore) di almeno 5 persone oppure causa seri danni (in base a una soglia standard decisa a livello internazionale pari ad almeno 1.800.000 DSP, pari a 761.400 euro nel 2015) al materiale rotabile, all'infrastruttura o all'ambiente oppure un'estesa interruzione del traffico ferroviario (più di 6 ore). Gli eventi accaduti nei cantieri, nei ricoveri e nei depositi non sono inclusi.

### Collisioni
La collisione ferroviaria avviene quando un treno:
- si scontra con un altro treno (fermo o in movimento) frontalmente, da retro o lateralmente;
- impatta contro un ostacolo durante un movimento di manovra, contro un oggetto fisso (come ad esempio un respingente) oppure contro un oggetto presente temporaneamente sul binario o vicino ad esso (esclusi gli incidenti ai passaggi a livello, che sono una fattispecie a parte), come rocce, frane, alberi, pezzi perduti da altri treni, da veicoli stradali e da macchine o attrezzature di manutenzione del binario.

### Deragliamenti
Il deragliamento avviene quando almeno una ruota del veicolo ferroviario esce dal binario. Il deragliamento che avviene come conseguenza di collisione viene classificato come collisione.

### Incidenti ai passaggi a livello
L'incidente al passaggio a livello avviene quando un veicolo ferroviario impatta contro uno o più veicoli stradali che attraversano il passaggio a livello oppure contro altri utenti della strada (pedoni, ecc.) o altri oggetti presente temporaneamente sulla sede ferroviaria a nelle vicinanze.

### Incidenti a persone in cui risulta coinvolto materiale rotabile in movimento
Tale fattispecie avviene quando una o più persone sono colpite da un treno (o parte di esso) in movimento oppure da un oggetto attaccato al treno o che si è staccato dallo stesso. Sono incluse le persone che cadono dal treno a terra e le persone che cadono o sono colpite da oggetti liberi quando viaggiano sul treno.

### Incendi
Sono gli incendi o esplosioni che avvengono sui veicoli ferroviari (incluso il carico) durante il movimento fra le stazioni di partenza e destinazione, o mentre sono fermi in esse (incluse le fermate intermedie). Sono incluse le manovre di smistamento.

### Altro
Sono gli incidenti che non rientrano nelle precedenti categorie, ma che sono comunque improvvisi, indesiderati e non intenzionali; in caso contrario vengono definiti "inconveniente" (anziché "incidente").

## Statistica
Al fine di uniformare i dati statistici, gli incidenti vengono elaborati in base al numero di km percorsi annualmente da tutti i treni di un determinato gestore ferroviario o paese (esempio: numero di vittime per milione di km). Tale unità di misura è in parte criticato da alcuni in quanto non pienamente utilizzabile nella comparazione con altri mezzi di trasporto, poiché è noto che ad esempio l'incidente aereo avviene in prevalenza durante le fasi di decollo o atterraggio, mentre l'incidente ferroviario può avvenire in un qualunque punto del percorso: per tale motivo viene proposto di conteggiare il numero di vittime rispetto ai passeggeri trasportati annualmente.
In termini assoluti, le due più comuni e frequenti tipologie di incidenti ferroviari sono quelli a persone causato da materiale rotabile in movimento e quello al passaggio a livello, i quali coinvolgono principalmente persone terze. Nel 2014 queste due fattispecie hanno causato il 98,9% dei decessi avvenuti nell'Unione Europea; inoltre solo il 12% delle vittime era a bordo del treno (passeggeri e personale dipendente delle ferrovie), mentre il restante 88% erano persone estranee alla circolazione ferroviaria (es: persone che attraversavano indebitamente i binari).

## Incidenti ferroviari più gravi

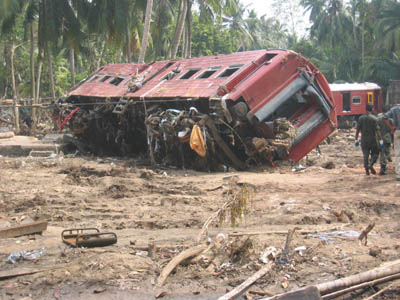
Il disastro di Peraliya, causato dal maremoto dell'Oceano Indiano del 2004, fu l'incidente ferroviario più grave della storia, con più di 1.700 morti

Nell'elenco che segue sono indicati i dieci incidenti ferroviari più gravi della storia per numero di vittime.
| N. | Data             | Paese            | Incidente                                          | Morti    |
| -- | ---------------- | ---------------- | -------------------------------------------------- | -------- |
| 1  | 26 dicembre 2004 | Sri Lanka        | Disastro ferroviario di Peraliya                   | >1700    |
| 2  | 14 gennaio 1917  | Romania          | Catastrofe ferroviaria di Ciurea                   | 800–1000 |
| 3  | 6 giugno 1981    | India            | Disastro ferroviario di Bihar                      | 500-800  |
| 4  | 24 gennaio 1944  | Unione Sovietica | Disastro ferroviario di Vereščëvka                 | >700     |
| 5  | 4 giugno 1989    | Unione Sovietica | Disastro di Ufa                                    | 645      |
| 6  | 22 gennaio 1915  | Messico          | Disastro ferroviario di Guadalajara                | >600     |
| 7  | 3 marzo 1944     | Italia           | Disastro di Balvano                                | 521      |
| 8  | 3 gennaio 1944   | Spagna           | Disastro di Torre del Bierzo                       | 200-500  |
| 9  | 13 gennaio 1985  | Etiopia          | Incidente ferroviario di Auasc                     | 428      |
| 10 | 12 dicembre 1917 | Francia          | Incidente ferroviario di Saint-Michel-de-Maurienne | 425      |

## Influenza culturale

### Letteratura

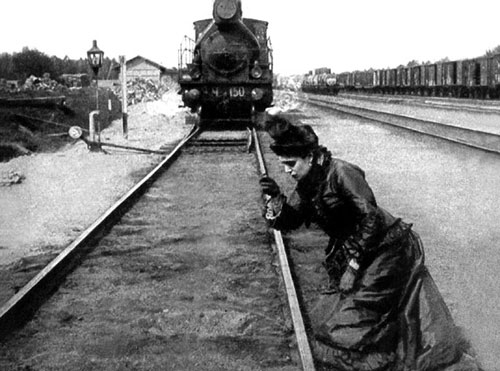
La morte di Anna Karenina in un'opera del 1914

Dalla nascita della ferrovia nel XIX secolo, l'incidente ferroviario è un tema presente nella letteratura. Nel 1877 Lev Tolstoj concluse il suo romanzo Anna Karenina, con il suicidio della protagonista che si getta sotto un treno. Nel 1899 Émile Zola scrisse La bestia umana, in cui il dramma della gelosia causò un incidente ferroviario con molti morti e feriti. Nel racconto Il tunnel di Friedrich Dürrenmatt (1952) viene narrato un incidente ferroviario surreale quale metafora dell'inevitabilità della morte e sull'inconsapevolezza della società che andando verso un imminente disastro si fida dei propri governanti. Nel romanzo La casa di Matrjona di Aleksandr Isaevič Solženicyn (1963) la protagonista muore investita da un treno a un passaggio a livello in cui era rimasta bloccata con il proprio carro.

### Cinema
Anche la cinematografia si è interessata al mondo delle ferrovie sin dall'inizio, includendo anche il tema dell'incidente ferroviario (spesso solo minacciato ed evitato all'ultimo momento). Mentre le prime pellicole mostravano solo le scene precedenti o successive all'incidente (per l'impossibilità di filmare il momento dell'incidente dal vivo) oppure ricostruivano la scena con animazioni o modellini ferroviari (il primo regista fu Robert William Paul nel 1900), la Lubin Manufacturing Company realizzò nelle vicinanze dei propri studios di Betzwood lungo la ferrovia Pittsburgh-Susquehanna (in Pennsylvania, Stati Uniti) le riprese di un vero scontro frontale fra due treni a vapore: a causa degli alti costi di produzione e di ripristino della ferrovia, la scena venne riutilizzata in cinque film di cui il primo fu The Valley of Lost Hope del regista Romaine Fielding.

### Televisione
Il passatempo preferito di Gomez Addams, protagonista della serie La famiglia Addams, è far scontrare frontalmente i trenini giocattolo del suo plastico ferroviario (oppure facendoli saltare in aria con la dinamite sul ponte).

### Musica
Nella musica, la ballata country Wreck of the Old 97 di G. B. Grayson ed Henry Whitter si ispira all'incidente ferroviario dell'Old 97.